# Радченко, Иван Васильевич (виноградарь)
Радченко Иван Васильевич (1910, Киселёвка— ?)  — звеньевой колхоза «Победа», город Кизляр. Герой Социалистического Труда.

## Биография
Родился в 1910 году в селе Киселёвка Звенигородского уезда Киевской губернии, в семье крестьянина. Украинец. Участник Великой Отечественной войны.
Во второй половине 1940-х годов работал звеньевым виноградарского колхоза «Победа» городского округа Кизляр. 
По итогам работы в 1949 году звено И.В.Радченко получило урожай винограда 195,6 центнера с гектара на площади 3,2 гектара поливных виноградников. Указом Президиума Верховного Совета СССР от 12 июля 1950 года за получение высоких урожаев винограда в 1949 году Радченко Ивану Васильевичу присвоено звание Героя Социалистического Труда с вручением ордена Ленина и золотой медали «Серп и Молот».